# Yves De Winter
Yves de Winter (Lier, 25 maggio 1987) è un calciatore belga, portiere svincolato.

## Carriera
Affermatosi con le maglie di Westerlo e De Graafschap, nell'estate del 2012 passa all'AZ Alkmaar per 200.000 euro.

## Palmarès

### Club

#### Competizioni nazionali
- Coppa dei Paesi Bassi: 1

AZ Alkmaar: 2012-2013